# Уидеком-ин-те-Мур
Уидеком-ин-те-Мур (англ. Widecombe-in-the-Moor) — деревня в районе Тинбридж, графство Девон, Юго-Западная Англия, Великобритания.

## Описание
Деревня расположена в центре национального парка Дартмур. Название Уидеком-ин-те-Мур происходит, скорее всего, от древнеанглийского Withy-combe, что означает «Ивовая долина». По состоянию на 2013 год в Уидеком-ин-те-Мур насчитывалось 196 домохозяйств. Географически деревня занимает значительную площадь, вытягиваясь в разные стороны отдельно стоящими домами и фермами. Значительная статья дохода деревни — туризм, поэтому там есть несколько сувенирных магазинов, два кафе и два паба. Единственное учебное заведение деревни — начальная школа, в которой обучаются около 70 детей.

## Достопримечательности

### Церковь

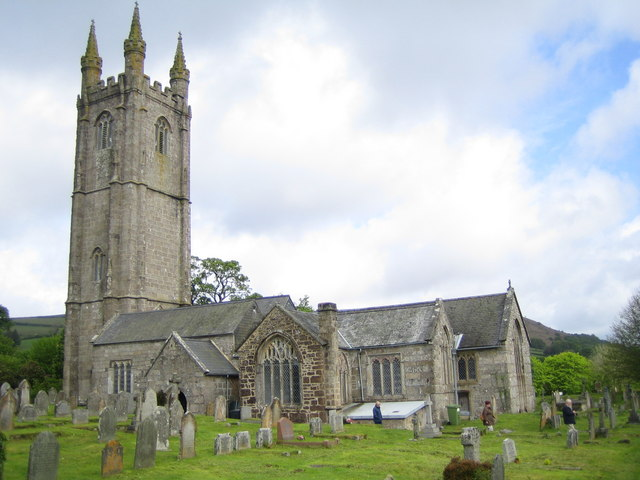
Церковь Святого Панкратия (Уидеком-ин-те-Мур)

Церковь Святого Панкратия (часто зовётся собором, так как её 37-метровая башня намного выше любого окружающего строения) — построена в XIV веке из местного гранита. 21 октября 1638 года, во время Великой грозы, была сильно повреждена шаровой молнией, которая выбила из стен церкви несколько больших камней и деревянных балок. Затем шар, якобы, сломал скамейки, разбил много окон и наполнил помещение густым тёмным дымом с запахом серы. Потом он разделился пополам; первый шар вылетел наружу, разбив ещё одно окно, второй исчез где-то внутри церкви. В результате 4 человека погибло, 60 получили ранения. Явление объясняли «пришествием дьявола», или «адским пламенем» и обвинили во всём двух людей, которые осмелились играть в карты во время проповеди.

### Прочие
- Ярмарка Уидеком-ин-те-Мур[англ.] — проходит ежегодно (кроме времён Второй Мировой войны и 2001 года, когда в регионе была вспышка ящура) во второй вторник сентября минимум с 1850 года[6].

## Прочая информация
Как заявил в 2010 году в реалити-шоу Celebrity Ghost Stories американский актёр Дэниел Стерн, в 1980 году, во время своего медового месяца, он посещал Уидеком-ин-те-Мур и ощутил там сильное влияние сверхъестественных сил и по его мнению все местные жители являются призраками с той самой ужасной грозы 1638 года. В ответ на это неоднозначное заявление на официальном сайте деревни появилась страница, озаглавленная Уидеком — город-призрак?